# 矢野印
『矢野印』（やのじるし）は、1996年10月から1999年9月までCBCラジオ（中部日本放送）で放送されていたワイド番組である。放送時間は毎週月曜 - 木曜 23:00 - 翌1:00 （日本標準時）。パーソナリティは矢野きよ実。

## 内包番組
- かさぶた - 前番組『メディアキング電波ファイター』で放送されていた「EIDEN ハッパ63」（提供：エイデン）のリニューアル版。このコーナーは、直前の時間帯に放送されていた『K's UP』（月曜 - 木曜 21:00 - 23:00、金曜 21:00 - 翌1:00）でも放送されていた。
- ボンジュール! L'Arc〜en〜Ciel （23:35頃、制作：TBSラジオ） - 『K's UP』金曜日でも放送。
- La'cryma Christi Love Parade （23:35頃、制作：TBSラジオ） - 上記のラルクによるコーナーの打ち切り後にスタート。
- ぽっぷん王国ミュージックスタジアム（翌0:15頃、制作：ニッポン放送） - 『K's UP』金曜日はCBCラジオの自社制作番組を放送した。

## 番組のその後
番組は1999年10月に『真・矢野印』と改題し、平日深夜の帯番組から日曜夕方の番組（日曜 16:30 - 19:00）になった。さらに2000年4月には矢野の名前そのままの『矢野きよ実』（土曜 21:00 - 22:30）、同年10月には『矢野きよ実のシャベリバショー』（土曜 21:00 - 22:30）と短期間でのリニューアルを繰り返したが、矢野が2001年4月に『ツー快!お昼ドキッ』水曜のパーソナリティに抜擢されてからは放送されていない。